# 장성훈
장성훈은 《안녕 자두야》에 등장하는 가상의 인물이다. 주로 짧은 노란색(금색) 머리카락을 하며, 파란색 셔츠에 청바지를 입고 다닌다.

## 특징

### 성격
기본적으로 내성적이고 병약한 성격을 가졌고, 그래서 운동을 격하게 할 시 자주 쓰러지며 괴력도 없다. 
윤석이와는 자주 다투지만 가끔 친하게 지낼 때도 존재한다.

### 외모
겉모습은 소녀같은 금발을 갖고 있지만 얼굴만으로 성별을 짐작하기 힘든 외모의 소년이자 가족은 부자이며 성격 자체는 겁이 많은 편.

### 가정
큰 단독 주택에 거주한다. 집 안에는 샴페인도 있으며, 장성훈이 운동때문에 쓰러지거나 필요할 땐 집사도 나온다.

## 같이 보기
- 안녕 자두야